# Axonopus eminens
Axonopus eminens är en gräsart som först beskrevs av Christian Gottfried Daniel Nees von Esenbeck, och fick sitt nu gällande namn av George Alexander Black. Axonopus eminens ingår i släktet Axonopus och familjen gräs. Inga underarter finns listade i Catalogue of Life.